# Серебро и слёзы
Серебро и слёзы — трибьют-альбом, посвященный памяти Александра Башлачёва, записанный в 2010 году и выпущенный в ноябре 2014 года. В проекте участвовали многие известные рок-музыканты России и постсоветского пространства, большинство из которых лично знали Александра. Автором идеи и почти всех аранжировок является Дмитрий Ревякин и его группа Калинов мост, они же записали большую часть аккомпанемента.

## История создания
Мы очень трепетно отнеслись к задаче, которая перед нами стояла, и постарались сделать аранжировки такими, чтобы Александр был доволен. В проекте участвовали дорогие для меня музыканты, которые спели так, как они эти песни понимают, точно так же мыслят. Я уверен, здесь есть что послушать. Башлачёва, мне кажется, крайне сложно испортить, в каждой метафоре, в каждой строчке он просматривается, слышится, всё это читается и вкушается. — Дмитрий Ревякин
В песне «Некому березу заломати» звучит голос лидера архангельской группы «Облачный край» Сергея Богаева, успевшего принять участие в записи трибьюта незадолго до своей смерти.
Весь материал был записан ещё в 2010 году, но издать проект удалось только в 2014. Релиз был отложен из-за решения правовых вопросов с наследниками Башлачёва.
Интернет-презентация трибьюта в сокращённом виде состоялась ещё в феврале-марте 2013 года на волнах радиостанции Наше радио.

## Содержание диска
| №   | Название                        | Исполнитель                           | Длительность |
| --- | ------------------------------- | ------------------------------------- | ------------ |
| 1.  | «Время Колокольчиков»           | Дмитрий Ревякин feat.Калинов мост     | 5:29         |
| 2.  | «Лихо»                          | Юрий Шевчук feat. Калинов Мост        | 4:53         |
| 3.  | «Петербургская свадьба»         | Александр Васильев                    | 4:25         |
| 4.  | «Спроси, звезда»                | Эдмунд Шклярский feat. Калинов Мост   | 4:44         |
| 5.  | «Мельница»                      | Константин Кинчев feat. Калинов Мост  | 8:45         |
| 6.  | «Зимняя сказка»                 | Гарик Сукачёв feat. Калинов Мост      | 5:30         |
| 7.  | «Поезд (стихотворение)»         | Юрий Наумов                           | 3:16         |
| 8.  | «Чёрные дыры»                   | Александр Ф. Скляр feat. Калинов Мост | 4:14         |
| 9.  | «Некому березу заломати»        | Сергей Богаев feat. Калинов Мост      | 4:39         |
| 10. | «Посошок»                       | Вячеслав Бутусов feat. Калинов Мост   | 6:52         |
| 11. | «Все от винта»                  | Дмитрий Ревякин feat. Калинов Мост    | 6:12         |
| 12. | «Петербургская свадьба (Бонус)» | Дмитрий Ревякин feat. Калинов Мост    | 7:45         |

## Отзывы
Обязательный альбом для каждого любителя того, что мы привыкли называть русским роком. — Андрей Бухарин, Rolling Stone
Борис Барабанов также дал рецензию на альбом.